# Djupholmen, Raseborg
Djupholmen är en ö i Finland. Den ligger i Finska viken och i kommunen Raseborg i den ekonomiska regionen  Raseborg i landskapet Nyland, i den södra delen av landet. Ön ligger omkring 75 kilometer väster om Helsingfors.
Öns area är 5,6 hektar och dess största längd är 360 meter i sydöst-nordvästlig riktning.